# Musique turque
La musique turque est à l'image de sa composition ethnique, de sa situation géographique et de son histoire. Si la musique turque désigne avant tout la musique faite en Turquie par des Turcs, elle ne se résume pas à cette définition, car il y a une diaspora turque, il y a des ethnies non turques en Turquie, et la musique turque a été jouée longtemps dans des pays autres que la Turquie, du fait de l’Empire ottoman.

## Musique ottomane

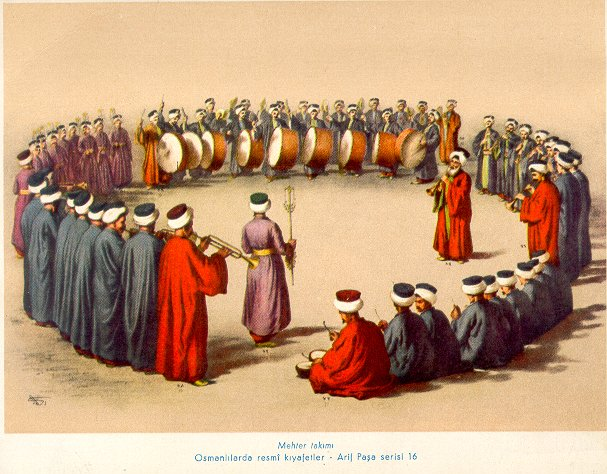
Mehter.

Pratiquée dans l'Empire ottoman depuis le XIVe siècle, la musique savante ottomane, (Türk sanat müziği) se caractérise par la multiplicité de ses influences turque, arabe, tzigane, byzantine, arménienne et persane. Elle fut pratiquée sous de multiples facettes dans les institutions de l’Empire ottoman.
La musique ottomane se caractérise par quatre grands domaines correspondant à diverses couches sociales :
- Mehterhane, les orchestres militaires (mehters) et les fanfares des janissaires (corps d'armée d'élite), hérités du chamanisme turc et de la longue tradition de musique guerrière des peuples turcs d'Asie Centrale ;
- Mevlevihane, les musiques religieuses, comprenant la cantillation du Coran, les hymnes ilâhî, ayin (Mevlevis) et nefes (Bektachis-Alevis) et le samā‘ (danse mystique) des ordres soufis (Mevlevis et Bekhstandis) ;
- Enderûn, l'académie musicale de la Cour (Enderûn) et des cercles d'élite ottomans ;
- Meshkhane, ou académie privée où se réunissent les disciples d'un maître de musique.

Les militaires, les religieux et les aristocrates ont ainsi, chacun, une musique caractéristique pour exhausser leur honneur et la spécificité de leur puissance. Tel un étendard, la musique a tout autant une fonction de représentation officielle que d'expression artistique. Ces efforts et rivalités contribuent à la création d'une musique riche et variée, intégrant tous les éléments culturels des conquêtes de l'empire. Cette musique est fondée sur le maqâm, un système modal permettant au musicien d’explorer une gamme donnée sur le mode du taqsim (une sorte d'improvisation), évoluant au sein d’une composition préétablie. Il reste environ 8 000 compositions écrites. Elles mentionnent un type particulier de déroulement du maqâm sous forme de suite noté en partition fasil. Ce fasil comprenait à l'origine des sarkis avec des préludes et postludes instrumentaux : taqsim introductif, peshrev (prélude rythmé en quatre parties hane et refrain teslim), compositions, sarki (chants), yürük semaî (air gai) (saz semaîsi) (air instrumental en quatre parties hane et refrain teslim).
Une des caractéristiques de la musique classique turque sarki est la notion d'une improvisation en solo des parties vocales et instrumentales dont l'interprétation commence par quelques phrasés brefs, autour de l'un des tons fondamentaux, dans l'une des nombreuses gammes traditionnelles. Ensuite, le thème se développe graduellement autour des interprétations du maqâm par le chanteur. Certains instruments de la musique ottomane sont repris de la musique arabe tels le oud ou le qanûn. D'autres instruments sont le ney, le tambûr, le kemençe. Parmi les principaux compositeurs de cette musique, on évoquera Buhurizade Itri (1640–1711), bey Ismail Hakki (XVIIIe siècle), Hamparsum Limonciyan (1768–1839), Dede Efendi (1778–1846), Haci Arif Bey (1831–1885), Tatyos Efendi (1858–1913) et plus récemment Adnan Saygun (1907–1991). Parmi les passeurs de cette musique, on compte Wojciech Bobowski ou encore le prince moldave Dimitrie Cantemir qui, au début du XVIIIe siècle, rédigea le Livre de la science sur le style littéraire de la musique (en turc : Kitabu "Ilmi'l-Mûsikí ala Vechi'l-Hurûfât), conservant environ 350 œuvres musicales dont beaucoup n'ont survécu que dans ce recueil.

## Musique classique
Les compositeurs notables de musique classique comprennent :  Hafız Post (1630–1694), Sélim III (1761–1808), Hampartsoum Limondjian (1768–1839), Hammamizade İsmail Dede Efendi (1778–1846), Tanburi Büyük Osman Bey (1816–1885), Abdülaziz (Sultan) (1830–1876), Hacı Arif Bey (1831–1885), Yeghia Dndesian (1834–1881), Tamburi Ali Efendi (1836–1902), Mourad V (Sultan) (1840–1904), Leyla Saz Leyla Hanimefendi (1850–1936), Kemani Tatyos Ekserciyan (1858–1913), Ali Rıfat Çağatay (1867-1935), Fehime Sultan (1875–1929), Osman Zeki Üngör (1880–1958), Les Cinq Turcs, Sadettin Kaynak (1895-1961), Sadettin Heper (1899–1980), Münir Nurettin Selçuk (1901–1981), Mesut Cemil (1902–1963), Cemal Reşit Rey (1904–1985), Ulvi Cemal Erkin (1906–1972), Hasan Ferit Alnar (1906–1978), Ahmet Adnan Saygun (1907–1991), Necil Kazım Akses (1908–1999), Samim Bilgen (1910–2005), Bülent Arel (1919–1990), İlhan Usmanbaş (1921-), Ertuğrul Oğuz Fırat (1923–2014), İlhan Mimaroğlu (1926–2012), Muammer Sun (1932–2021), Ali Doğan Sinangil (1934–), İlhan Baran (1934-), Erol Erdinç (1945–), İstemihan Taviloğlu (1945–2006), Pınar Köksal (1946–), Selman Ada 1953-) Turgay Erdener (1957–), Aydın Esen (1962–), Özkan Manav (1967–), Emre Aracı (1968-), Fazıl Say (1970–), Füsun Köksal (1973–), Evrim Demirel (1977–), et Mehmet Erhan Tanman (1989–).

## Musique folklorique
La musique folklorique (ou türkü) doit beaucoup aux ozan et ashik, les bardes ou troubadours s'accompagnant au saz. On y distingue :
- La türk halk müziği, musique populaire traditionnelle qui se veut purement anatolienne ;
- Le kirik hava, ou chant court rythmé accompagnant la danse ;
- L'uzun hava, ou chant long non rythmé très ornementé, accompagné au saz dont existent plusieurs variétés : bozlak, agit, gurbet havasi ;
- L'arabesk, musique de variétés de style oriental apparu dans les années 1960 sous l'influence du cinéma égyptien et à la suite de l'interdiction de ce genre en Turquie ;
- Le kanto, chant urbain lié au théâtre à l'italienne mais exécuté sur des modes turcs ;
- L'özgûn muzik, genre proche de la musique du monde et du chant de révolte ;

## Musiques des minorités
Les musiques des minorités intègrent divers éléments issus des musiques populaires de l'Asie Mineure, de la musique des peuples sous l'Empire ottoman, de la musique grecque, de la musique de la diaspora juive, de la musique iranienne, des influences des Balkans, de l'héritage de la musique de l’Empire byzantin, et plus récemment, de divers genres musicaux de la musique occidentale.

### Musique kurde
Située à la frontière des mondes persan, turc et arabe, séparés par des frontières étatiques, cette musique très ancienne joue un rôle de gardien de la mémoire kurde au travers des épopées transmises à la postérité. Cette musique est à la fois une musique populaire et érudite et se caractérise par une ligne mélodique et monodique, avec une prévalence du fausset et du tahrir dans le cadre de son exécution vocale. Bien qu'elle utilise des maqâms ou des dastgâhs, elle a aussi ses propres formes musicales, sous forme de suites, avec une échelle chromatique (rare dans la région). Les compositions musicales laissent une large place à l'improvisation avec les luths tambûr et divan saz, notamment.
Bien que le coup de 1980 ait interdit le kurde, il est aujourd'hui de nouveau autorisé depuis plusieurs années. On peut d'ailleurs souvent entendre des chansons kurdes à la télévision (Ibo Show par exemple).
Une des représentantes actuelles de cette musique vocale est Aynur (née en 1975 dans la province turque de Tunceli), sa carrière est marquée par un succès controversé lors de la sortie de son album Keçe Kurdan, en 2005, album temporairement censuré par les autorités turques en 2005.

### Musique alévie

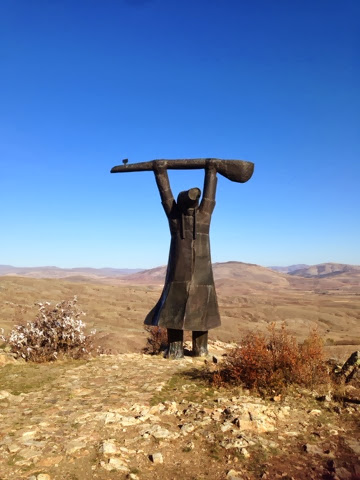
Statue de Pir Sultan Abdal brandissant un saz.

La musique occupe une place fondamentale au sein de l'alévisme. Au cours des cérémonies religieuses alévies, on retrouve le saz, qui est un instrument sacré chez les alévis à tel point qu'il est nommé le « Coran à cordes » (telli Kuran),, accompagné généralement de chants humanistes et religieux, et parfois plus mélancoliques, romantiques ou même à connotation politique. C'est un genre typiquement anatolien. De nombreux chanteurs réputés de Turquie sont ainsi de cette confession, comme Mahzuni Şerif, Neşet Ertaş, Ali Ekber Çiçek, ou encore Ferhat Tunç, Kıvırcık Ali et Yıldız Tilbe. Et les aşık alévis à l'instar de Pir Sultan Abdal sont parmi les piliers de la poésie turque.

### Musique arménienne
L’Arménie s’étendait jusqu'au génocide arménien sur la grande partie du haut-plateau arménien (désormais au Nord-Est de la Turquie). Comme tous les peuples qui composaient l'Empire ottoman, ceux-ci ont créé une musique aux influences multiples, fondée sur la tradition des asugs, des bardes qui sillonnaient les régions de village en village.

### Musique azérie
Les Azéris ont un patrimoine culturel composé d'éléments turcs, iraniens et caucasiens. La tradition musicale azérie remonte à l'époque des bardes aşıks (mot arabe qui signifie « amoureux » en turc), une vocation qui se perpétue encore de nos jours. Les aşık jouent du saz et chantent des dastans (épopées). Les autres instruments de musique utilisés sont le târ, le kamânche, le balaban et le dhôl. Leur répertoire se compose de şarkı (chansons) et comporte aussi parfois des türkü (chansons traditionnelles anonymes, par opposition aux şarkı qui ont un auteur et un compositeur). Cependant tout bon aşık se doit d’être également capable d’improviser à la fois paroles et musique, ce qui donne lieu à des rencontres où les artistes se répondent en commentant un thème intemporel (l’amour, l’inconstance des femmes, la famille).
Les compositions les plus fameuses sont considérées, avec les türküs, comme une partie intégrante du patrimoine culturel national turc, enseignée en Turquie dans les conservatoires d’État où se perpétue cette tradition de la musique populaire (Türk halk müziği), parallèlement à l’enseignement de la musique turque savante ou « d'art » (Türk sanat müziği) et à celui de la musique occidentale.
La musique pop et le jazz turc n'hésitent pas à puiser dans ce répertoire. Réciproquement certains aşık étoffent leurs compositions en les harmonisant ou en les orchestrant, au risque parfois de perdre la spécificité de cette musique traditionnellement monodique et accompagnée uniquement au saz.

### Musique tzigane
Les peuples tziganes venus du nord-ouest de l’Inde se sont installés en Turquie, important et développant leur propre tradition musicale. Leur musique est interprétée habituellement à l'occasion de fêtes ou cérémonies et autorise une grande virtuosité instrumentale. Le maqâm permet l'ornementation mélodique et l'improvisation notamment dans le taqsim. L'instrument de prédilection est le qanûn, accompagné par un kamânche, un oud, une clarinette et une darbouka.

## Musique populaire
La naissance de la musique contemporaine turque, dans les années 1920, par Mustafa Kemal Atatürk s'est déroulée dans le contexte de la fondation de la République et de son arrimage culturel à la société occidentale. Le puissant chef d’État voyait dans les nouvelles compositions de la musique moderne de son pays comme « enracinée dans l’héritage national » et l'adapte à de nouveaux styles musicaux « à l'occidentale », et sollicite cinq musiciens dont Adnan Saygun qui est alors envoyé en mission culturelle en Europe.
Parmi les compositeurs turcs représentant cette tendance, on peut citer Adnan Saygun (1907–1991). Dans les années 2010, le groupe turco-néerlandais Altın Gün s'inspire du folk rock turque des années 1960-1970.

### Pop
La musique pop turque connaît des débuts modestes à la fin des années 1950 avec des reprises turques d'un large éventail de styles populaires importés, notamment le rock 'n' roll, le tango et le jazz. Au fur et à mesure que de nouveaux styles sont apparus, ils sont également adoptés, comme le hip-hop, le metal et le reggae.
Les plus grandes stars masculines de la pop en Turquie sont sans doute Tarkan, Mustafa Sandal et Kenan Doğulu. Tarkan a connu le succès en Europe et en Amérique latine avec son single Şımarık, également composé par Sezen Aksu, qui est repris par de nombreux artistes. Mustafa Sandal connaît également le succès en Europe avec son single İsyankar, sorti en 2005, classé en 4e  position, et devient disque d'or.

### Hip-hop
Le hip-hop turc ou, hip-hop oriental, est une création de la communauté des travailleurs migrants turcs en Allemagne, que certains considèrent comme un exutoire approprié pour une jeune génération désillusionnée par le traitement réservé par l'Allemagne à sa classe de migrants. En 1995, la communauté turco-allemande produit un important groupe de hip hop, Cartel, qui suscite la controverse en Turquie et en Allemagne en raison de ses paroles révolutionnaires. Le hip-hop jouit désormais d'une grande popularité auprès de la jeune génération en Turquie. Ceza, Dr. Fuchs (anciennement « Nefret ») et Sagopa Kajmer, Sansar Salvo, Pit10, Şehinşah, Hayki, Saian, Allâme sont des figures populaires de la musique rap contemporaine en Turquie.

### Trance
La trance est un genre musical rare en Turquie, mais elle a aussi des auditeurs spécifiques. Ce genre gagne en popularité lorsque la première musique de transe turque composée par Murtaza Khojami et la chanson nommée pour Yalnızlık Düşünceler suscitent des critiques mitigées.

## Instruments traditionnels
Les instruments à vent comprennent : arghoul, balaban, çifte, duduk, garmon, girift, hokkabaz borusu, kara kamış, kaval, klarneti, komuz , koray, mey, miskal, mizmar, mû, nefir, ney, pîşe, sıbızgı,sipsi, tulum, et zurna.
Dans la catégorie des instruments à cordes pincées, on retrouve : bağlama, bulgari, cümbüş, cura, cura-bağlama, dîvan sazı, dombra, dotâr, kobyz, balta sazı, laouto, meydan sazi, qanûn, saz, setâr, tanbur, tanbura, târ, oud. Dans la catégorie des cordes frottées, on retrouve : ağaç kemane, gıçek, kabak kemane, karadeniz kemençesi, keman, kamânche, kılkopuz, klâsik kemençe, kolca, rebab, sînekeman, et yayli tanbur. Les autres instruments comprennent : çeng (mugni), santur, gubuz, et iklığ. Les percussions  comprennent : bendir, çalpara, cam bardaklar, çevgân, dâire, darbuka, davul, def, fincanlar, hitit sistrumu, kâseler, kaşık, kös, kudüm, mazhar, mehter zili, nakkare, nevbe, parmak zili, zil (halile), et zilli maşa.